# Sterne über Colombo
Sterne über Colombo ist ein deutscher Spielfilm in Farbe aus dem Jahr 1953 von Veit Harlan. Dieser verfasste auch das Drehbuch. Es basiert auf einer Idee von Peter Francke und Maria von der Osten-Sacken. Die Hauptrollen sind mit Kristina Söderbaum, Willy Birgel und René Deltgen besetzt. Ins Kino kam der Streifen erstmals am 17. November 1953. Anschließend drehte Harlan eine Fortsetzung mit dem Titel Die Gefangene des Maharadscha. 1962 kam dann noch eine aus beiden Teilen erstellte einteilige Schnittfassung mit dem Titel Die blonde Frau des Maharadscha in die Kinos.

## Handlung
Der indische Maharadscha Gowan weilt mit großem Gefolge in Hamburg, um sein Augenleiden zu kurieren. Beim Besuch des Zirkus Busch sticht ihm die schöne Reiterin Yrida ins Auge. Er ist so von ihr fasziniert, dass er alles daransetzt, sie voll und ganz für sich zu gewinnen. Ohne zu zögern, setzt er seine Helfer Pahana und Lakamba auf die Artistin an. Als der Zirkusdirektor erfährt, dass eine geplante Südamerika-Tournee gestrichen wurde, nimmt er das Angebot des Fürsten an, mit seinem Unternehmen nach Ceylon zu reisen. Pahana und Lakamba werden in das Zirkuspersonal eingeschleust.
Das Gastspiel in Colombo wird ein Triumph. Aber Gowan verfolgt finsteren Pläne. Zunächst wird Yrida von ihren Verehrern, dem Dompteur Ambo und dem jungen Artisten Michael, isoliert. Navarani, die bisherige Favoritin des Fürsten, ihrem Herrn blind ergeben, soll Ambo verführen. Eine Kobra wird in Michaels Quartier geschmuggelt. Deren tödlicher Biss kann aber verhindert werden. Als Yrida ihren Elefanten zum Baden ausführt, nähert sich ihr der Maharadscha inkognito und gewinnt ihr Vertrauen. Dies macht Navarani jedoch eifersüchtig. Heimlich öffnet sie der Europäerin die Augen.
Bei einem Ball bittet der Fürst Yrida um den ersten Tanz. Diese gibt ihm aber einen Korb und tanzt mit Ambo. Zur Weißglut gereizt, entschließt sich der Fürst, sein Ziel mit Gewalt zu verfolgen. Seine Handlanger überfallen die Europäerin und verschleppen sie. Michael will ihr zu Hilfe eilen, stirbt jedoch durch Lakambas Dolch. Der Mord löst bei den Singhalesen einen ungeheuren Tumult aus. Bei Lakambas Verfolgung treiben sie diesen dem ausgebrochenen Königstiger direkt vors Maul. Dabei kommt er zu Tode.
Der Wagen mit der betäubten Yrida erreicht den Palast des Maharadschas. Hoch erfreut sieht dieser der Begegnung mit der schönen Frau entgegen. Die Fortsetzung schildert der Film „Die Gefangene des Maharadscha“.

## Produktion
Der Film wurde von der Produktionsfirma KG Divina GmbH & Co. hergestellt. Die Firma gehörte Ilse Kubaschewski, die zugleich Inhaberin des Erstverleihs Gloria-Film GmbH & Co. Filmverleih KG war. Die Außenaufnahmen entstanden vom 25. Februar bis zum Juli 1953 in München, Hamburg, auf der Insel Ceylon (heutiger Name: Sri Lanka) und in Indien, die Innenaufnahmen vom 3. August bis Anfang Oktober 1953 in den Ateliers der Bavaria Film in Grünwald-Geiselgasteig. Die Bauten wurden vom Filmarchitekten Ernst H. Albrecht entworfen. Werner Boehm und Lilo Lieb steuerten die Kostüme bei.
Der am Beginn zu sehende, über der Münchener Altstadt und dem Oktoberfest fliegende Hubschrauber ist ein Hiller UH-12.

## Kritik
Das Lexikon des internationalen Films zieht folgendes Fazit: „Kitschiger, verlogener Abenteuerfilm, mit dem Harlan das alte Erfolgsrezept vom «Indischen Grabmal» […] kopiert, ohne es durch originelle Zutaten schmackhaft zu machen.“

## Quelle
- Programm zum Film: Das Neue Film-Programm, erschienen im gleichnamigen Verlag von H. Klemmer, Neustadt an der Weinstraße, ohne Nummernangabe